# Biserica Sfântul Spiridon din Corfu
Biserica Sfântul Spiridon este o biserică ortodoxă situată în centrul orașului vechi Corfu de pe insula grecească Corfu. Ea a fost construită în anii 1580 ca o bazilică cu o singură navă, iar turnul clopotniță al ei este cel mai înalt din toate turnurile aflate pe Insulele Ionice. Biserica „Sf. Spiridon” este cea mai faimoasă biserică de pe insula Corfu, deoarece adăpostește moaștele Sfântului Spiridon.

## Istoric

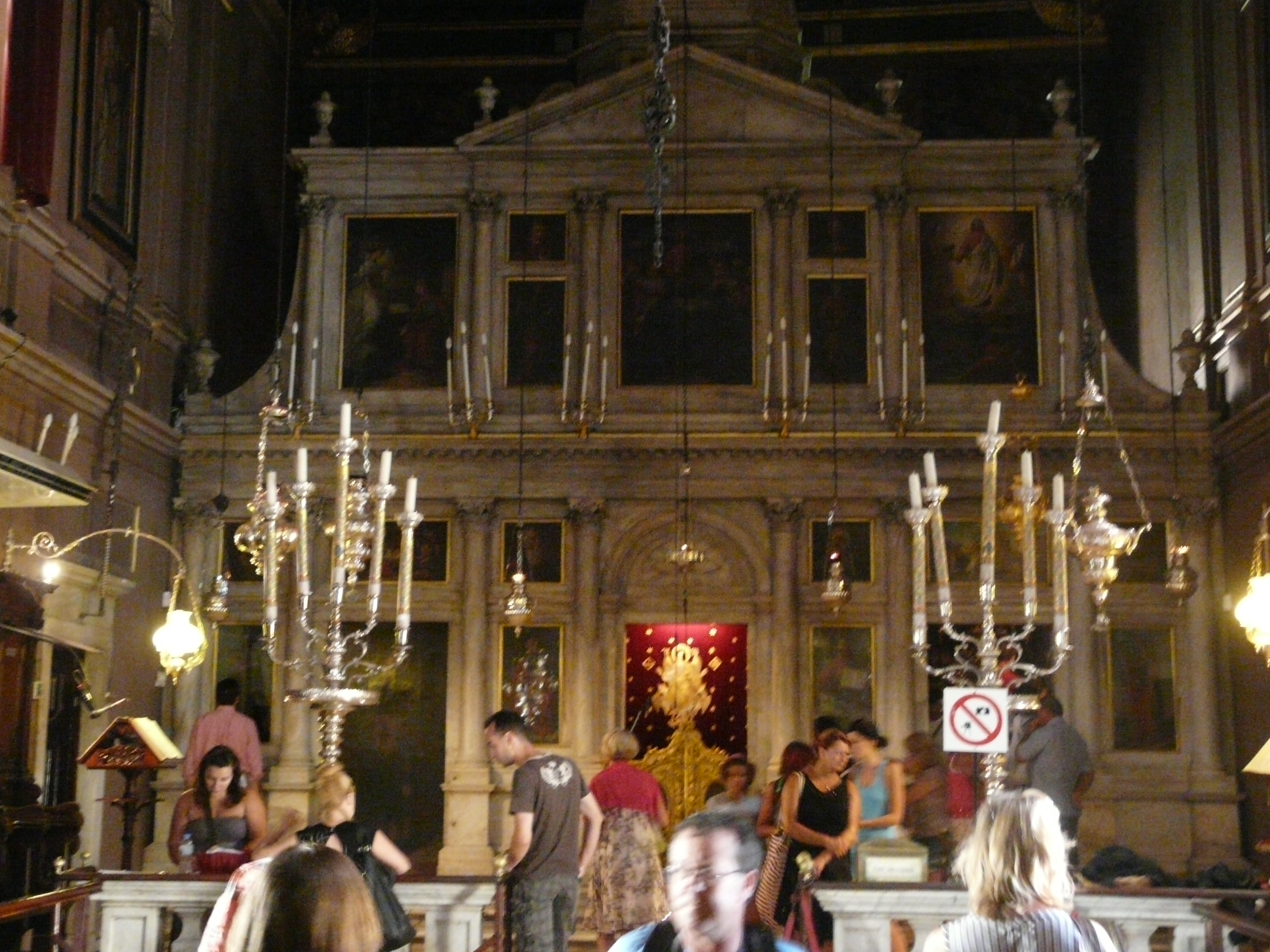
Catapeteasma

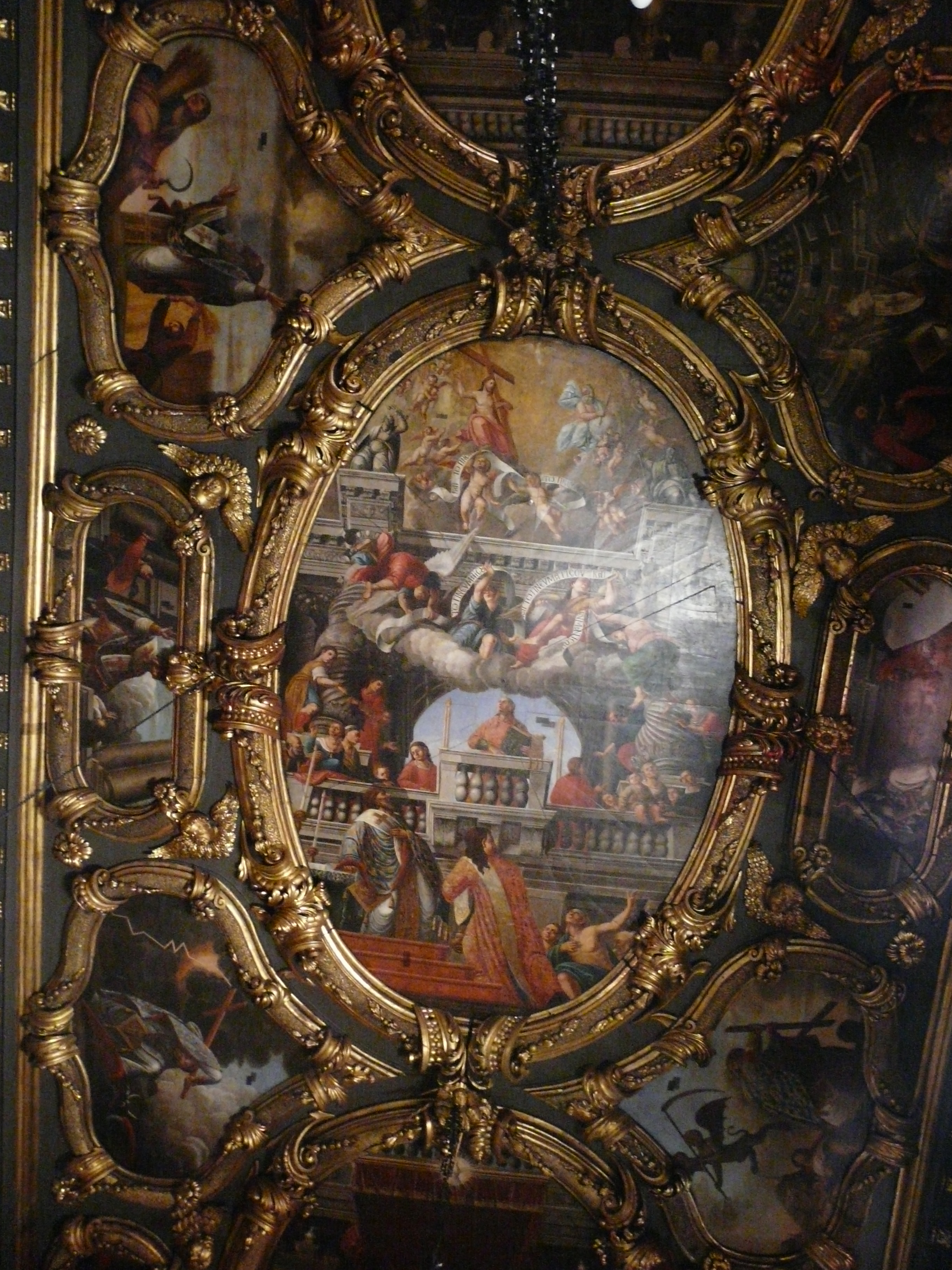
Plafonul pictat de Panagiotis Doxaras

Potrivit cronicilor vechi, în anul 1489, după căderea Imperiului Bizantin, moaștele Sfântului Spiridon și ale Sfintei Teodora Augusta au fost aduse de la Constantinopol în Corfu de către bogatul călugăr grec Georgios Kalochairetis și au fost păstrate ca proprietate a familiei sale. Mai târziu, atunci când fiica lui, Asimia, s-a căsătorit cu unul dintre descendenții familiei Voulgaris din Corfu i-au fost oferite rămășițele sfântului ca parte a zestrei ei.
Ulterior, moaștele Sfântului Spiridon au fost păstrate într-o capelă privată a familiei Voulgaris. Capela familiei Voulgaris se afla în suburbia San Rocco a orașului Corfu, dar a trebuit să fie demolată atunci când venețienii au construit fortificațiile exterioare ale orașului pentru a proteja cetatea după primul mare asediu al insulei Corfu realizat de otomani în 1537. În anii 1580, după demolarea capelei private, rămășițele sfântului au fost mutate într-o biserică nouă, care a fost construită în interiorul cetății, în cartierul Campiello al orașului vechi. Aici se află și în prezent. Turnul clopotniță al bisericii din Corfu are un aspect similar cu turnul bisericii ortodoxe grecești contemporane San Giorgio dei Greci din Veneția.

## Interior
În interiorul bisericii se află o criptă în dreapta iconostasului, unde sunt păstrate rămășițele Sfântului Spiridon într-un  sarcofag dublu. Cel mai mare dintre ele îl conține în interior pe cel mai mic și este confecționat din lemn acoperit cu foiță de argint. Sarcofagul mai mic este învelit în catifea roșie și are un fund detașabil pentru a facilita schimbarea papucilor sfântului.
Lipsa unei încăperi subterane în care să fie adăpostite moaștele sfântului se datorează dorinței de a face cât mai accesibil accesul la moaște. În criptă se află 53 de cățui arzătoare de tămâie agățate de tavan, dintre care 18 sunt din aur, iar restul din argint.
Partea din față a iconostasului din marmură seamănă cu fațada exterioară a unei biserici în stil baroc. Tavanul bisericii este împărțit în segmente care înfățișează scene din viața Sf. Spiridon și minunile săvârșite de el. Autorul original al picturilor de pe tavanul bisericii este Panagiotis Doxaras care le-a realizat în anul 1727. Odată cu trecerea timpului picturile lui Doxaras s-au deteriorat și au fost înlocuite, ulterior, cu copii pictate de Nikolaos Aspiotis, un membru al familiei Aspiotis din Corfu. Singura urmă rămasă a picturilor originale ale lui Doxaras este marginea aurită a registrului iconografic.

### Casa Romanov
Deasupra ușii de vest a pronaosului este amplasată stema imperială a Casei Romanov care amintește că biserica s-a aflat sub protecția nominală a Rusiei în perioada 1807-1917. Tot în aceeași zonă se află un tablou care îl înfățișează pe Sfântul Spiridon atingând capul împăratului roman Constanțiu al II-lea pentru a-l vindeca de boală.

## Donații venețiene

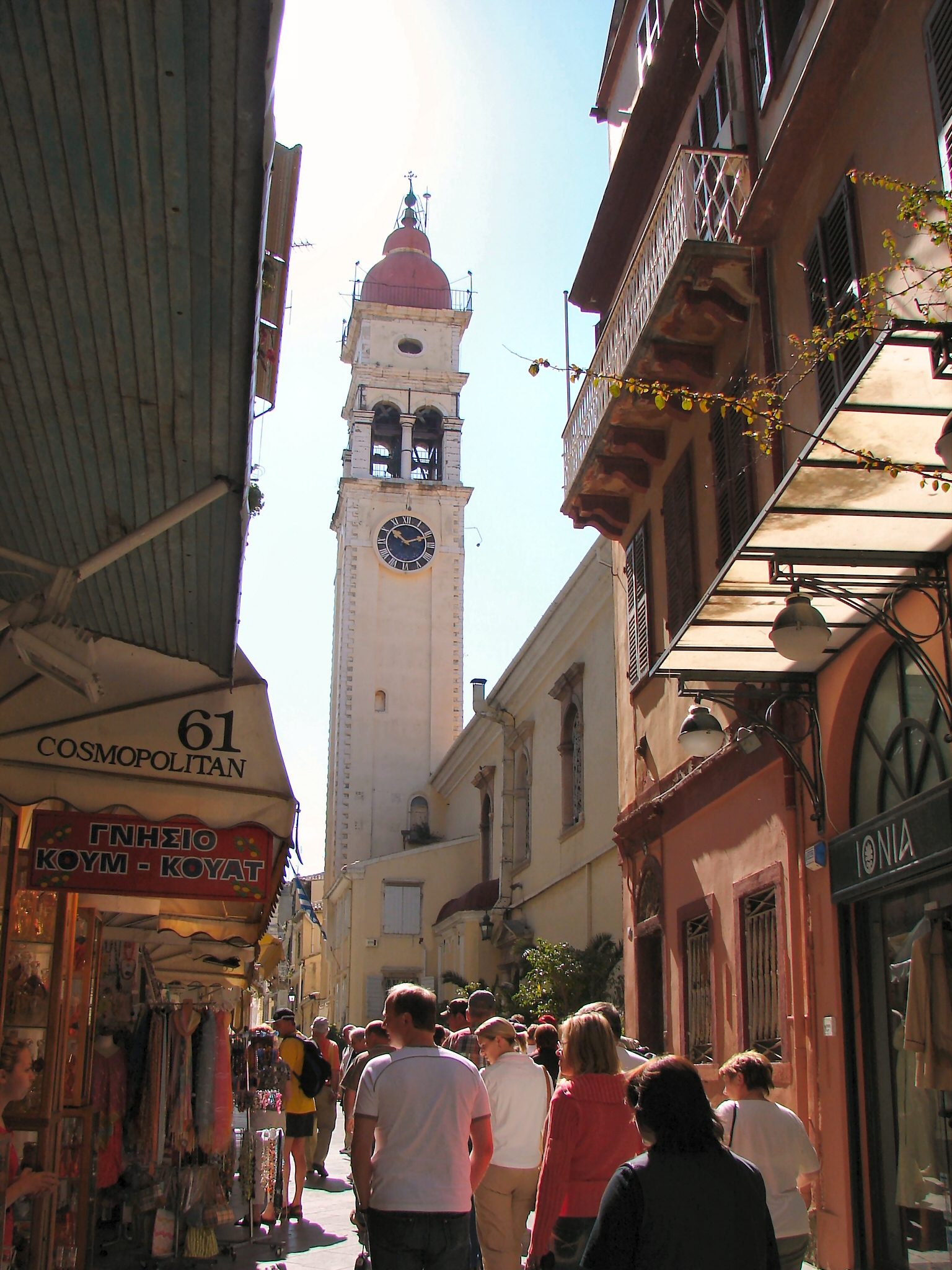
Vedere a turnului clopotniță.

Senatul Venețian a oferit o candelă confecționată din argint, care conține un altorelief cu chipul Sfântului Spiridon și cu leul Sfântului Marcu pentru a reaminti minunile săvârșite de sfânt în timpul celui de-al doilea asediu al insulei Corfu din 1716. Candela este agățată în colțul vestic al naosului, lângă porțiunea rezervată femeilor. Pe candelă se află următoarea inscripție:
| “ | OB SERVATAM CORCYRAM DIVO SPVRIDIONI TVTELARI SENATVS VENETVS ANNO MDCCXVI | ” |

care poate fi tradusă astfel: „Salvatorului insulei Corfu, Sfântului Ocrotitor Spiridon, Senatul Veneției, 1716 AD”.
Cea mai mare candelă din biserică se găsește lângă amvon și a fost oferită de marele amiral venețian Andrea Pisani și de ceilalți conducători ai Veneției. Ea conține următoarea inscripție:
| “ | DIVO SPVRIDIONI TVTELARI VTRAQVE CLASSE PROTECTA ANDREA PISANI SVPREMO DVCE VTRIVSQVE CLASSIS NOBILES EX VOTO ANNO MDCCXVII | ” |

care poate fi tradusă: „Sfântului Ocrotitor Spiridon pentru că a protejat cele două flote aflate sub conducerea lui Andrea Pisani, comandant suprem al ambelor flote, donație a nobililor, 1717 AD”.